# Terezka (rybník)
Terezka je rybník u obory Hvězda na Praze 6. Napájí ho potok Světluška přitékající z rybníka Ve Hvězdě a kolem něj protéká Šárecký (Litovický) potok.
Byl vybudován v roce 2018 na místě bývalých ilegálních skládek a rozpadlých staveb. Peníze, celkem 6 milionů, poskytlo hlavní město Praha z prostředků pro ochranu životního prostředí. Součástí stavby byla také revitalizace Šáreckého potoka a úpravy dalšího okolí. Cílem vzniku tohoto rybníka bylo zvýšení biodiverzity v okolí a lepší držení vody v krajině.
V rybníku a jeho bezprostředním okolí se vyskytuje celá řada obojživelníků a plazů, např. ropucha obecná, skokani rodu Pelophylax, užovka obojková, ještěrka obecná či slepýš křehký. 